# Co-codamol

Tylenol 3, một nhãn hiệu của co-codamol

Codeine/acetaminophen hoặc co-codamol (BAN) là một thuốc giảm đau hợp chất bao gồm sự kết hợp của codein phosphate và paracetamol (acetaminophen). Viên nén co-codamol được dùng để làm giảm nhẹ đến trung bình đau khi acetaminophen hoặc NSAIDs như ibuprofen, thuốc aspirin hoặc naproxen một mình không đủ làm giảm các triệu chứng của bệnh nhân, hoặc trong trường hợp sử dụng của họ đang rất thiếu khôn ngoan.
Co-codamol được bán trên thị trường dưới nhiều tên thương hiệu khác nhau ngoài tên chung.

## Công thức
Bảy liều lượng có sẵn:
- 8 mg codeine phosphate mỗi viên nén (e.g. Tylenol 1 ở Hoa Kỳ/Canada)
- 10 mg codeine phosphate mỗi viên nén
- 12.8 mg codeine phosphate mỗi viên nén
- 15 mg codeine phosphate mỗi viên nén (e.g. brands Tylenol 2 in US/Canada, Norway, Australia (nhiều biệt dược), United Kingdom)
- 20 mg codeine phosphate mỗi viên nén (Prontalgine ở Pháp, Empacod, Nam Phi vàZimbabwe)
- 30 mg codeine phosphate mỗi viên nén (e.g. Tylenol 3 ở Hoa Kỳ/Canada, ratio-Emtec-30 hay "Emtec" ở Canada, có sẵn ở dạng viên nang như Tylex hoặc viên nén e.g. Solpadol, Kapake, Panacod and Zapain).
- 60 mg codeine phosphate mỗi viên nén (e.g. Tylenol 4 ở Hoa Kỳ/Canada, và thường chứa từ 300 mg đến 1000 mg), 1 gram acetaminophen mỗi viên nén.[1][không khớp với nguồn]

Các sản phẩm kết hợp có chứa codeine chỉ có sẵn tại quầy ở Barbados, Vương quốc Anh, Ireland, Canada, New Zealand, Ba Lan, Israel, Latvia, Estonia, Costa Rica và Tây Ban Nha .
Tại Vương quốc Anh và Ireland, máy tính bảng 15/500 và 30/500 chỉ có sẵn với một đơn thuốc, mặc dù các liều lượng 8/500 và 12.8/500 có sẵn không cần kê đơn. Ở Úc, 30/500 viên chỉ có sẵn với một đơn thuốc và các viên 10/500 và 15/500 là Bảng 3 (Pharmacist Only Medicine) cho đến ngày 1 tháng 2 năm 2018 sau đó chúng được đổi lại thành S4 (chỉ theo toa) tất cả các sản phẩm codein khác. Hướng dẫn của nhà sản xuất không được vượt quá liều lượng khuyến cáo của hai viên thuốc cứ sau bốn giờ với tối đa tám viên (8 × 500 mg) trong khoảng thời gian 24 giờ và không quá hai (2 × 500 mg) tại bất kỳ thời điểm nào. Các loại thuốc khác có chứa acetaminophen phải được tránh trừ khi có chỉ định của bác sĩ hoặc dược sĩ; lượng acetaminophen quá mức có thể dẫn đến tổn thương gan nghiêm trọng. Xem độc tính của acetaminophen.
Co-codamol được bán trên thị trường Canada và Hoa Kỳ cũng dưới tên chung là "Atasol Codeine". Ở Anh, nó được bán trên thị trường là " Solpadeine Plus" và "Solpadeine Max", cũng như "Solpadol". Ở Úc, nó được bán trên thị trường là "Panadeine", "Panadeine Extra" và "Panadeine Forte". Co-codamol được bán dưới dạng "Paralgin Minor" (15/200) (không có sẵn vào năm 2015), "Paralgin Forte" (30/400), "Paralgin Major" (60/800), "Pinex Forte" (30 /) 500) và "Majorx Major" (60/1000) tại Na Uy.

## Tác dụng phụ của co-codamol
Tác dụng phụ có thể bao gồm máu từ miệng, phát ban da, chóng mặt, an thần, khó thở, phản ứng quá mẫn, ngất (ngất hoặc gần ngất), buồn nôn và/hoặc nôn, nhầm lẫn, mất trí nhớ ngắn hạn, buồn ngủ, thay đổi máu, phản ứng dị ứng, hưng phấn, khó nuốt, đau bụng, ngứa (ngứa), dễ bầm tím, chảy máu nướu, giấc mơ sống động, khô miệng và nghiện.
Sự khác biệt di truyền giữa những người làm tăng tỷ lệ chuyển hóa codein thành morphin khác nhau. Ở khoảng 5% số người điều này có thể xảy ra đặc biệt nhanh, dẫn đến mức morphine cao hơn được truyền qua sữa mẹ với số lượng có khả năng gây ức chế hô hấp gây tử vong cho trẻ bú mẹ.